# Paroplitis wesmaeli
Paroplitis wesmaeli är en stekelart som först beskrevs av Johannes Friedrich Ruthe 1860.  Paroplitis wesmaeli ingår i släktet Paroplitis och familjen bracksteklar. Arten är reproducerande i Sverige. Inga underarter finns listade i Catalogue of Life.